# Geschiedenis van Slowakije
Dit artikel geeft een overzicht van de geschiedenis van Slowakije.

## Vroege geschiedenis
Voor zover bekend waren de vroegste bewoners van Tsjechië en Slowakije de Boii, Keltische stammen die zich rond 200 voor Christus eerst in Bohemen (het 'heem van de Boii') zou hebben gevestigd. Daarna vestigden zich rond het begin van de jaartelling Germaanse stammen: Quaden en Asdingen. Deze verdwenen of reorganiseerden zich in andere stamverbanden in het verloop van de grote Grote Volksverhuizing die nomadenstammen uit het oosten hierheen bracht, vooral opgejaagd door de explosieve Hunneninvallen na 400. Deze nomadenstammen werden als regel geleid door Mongoolse en proto-Turkse militaire kasten, maar waren overigens zeer gemengd en bestonden uit Finse, Germaanse en Slavische bevolkingsbestanddelen. Het begon rond 350 na Chr. met de Gepiden die werden opgevolgd door de Avaren rond 570. In het Avaarse Rijk vestigden zich Slavische stammen vanuit het noorden. De Avaarse macht verzwakte door de expansie van de Franken onder Karel de Grote en dat gaf ruimte aan de oprichting, onder de Frankische koopman-avonturier Samo, van een Groot-Moravisch Rijk waartoe ook westelijk Slowakije behoorde. Dit rijk had een enigszins stabiele staatsvorm maar was niet bestand tegen de invasie van de Hongaren die rond 900 de Frankische macht terugdrongen en Slowakije deel maakten van het koninkrijk Hongarije.

## Geschiedenis van 1000 tot 1526

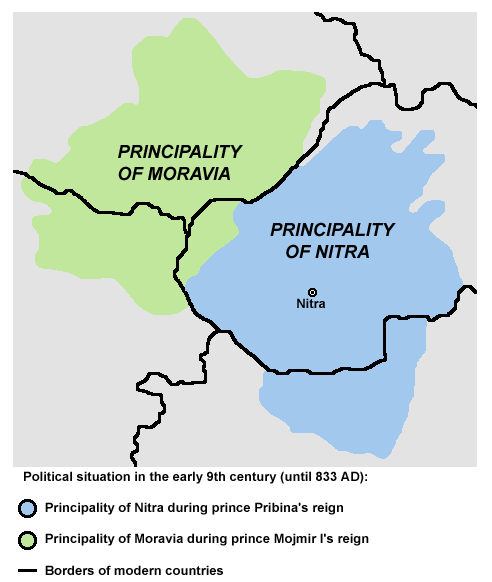

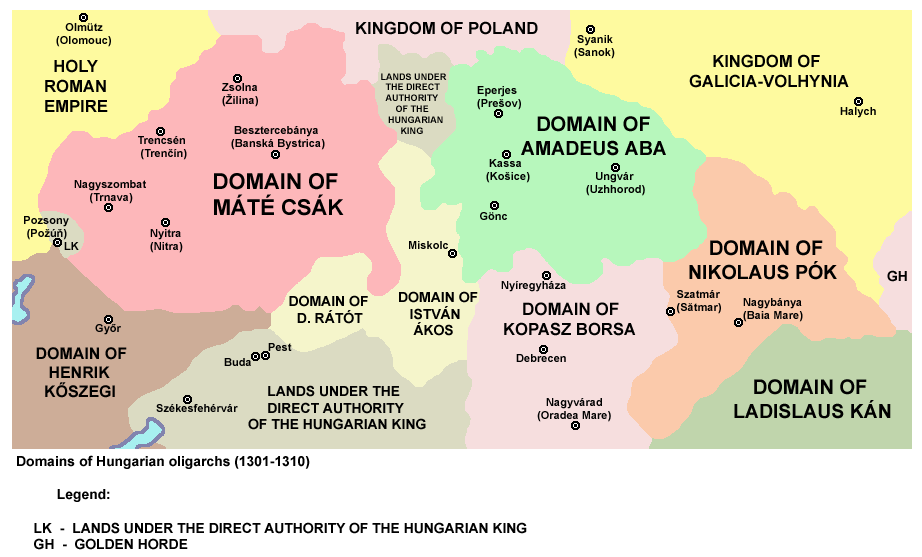

In het huidige Tsjechië en Slowakije vormden zich tussen de 7e en de 10e eeuw drie Slavische staten: Bohemen, Moravië en Slowakije. De eerste twee konden zich als een koninkrijk (zie Tsjechië) handhaven binnen het Heilige Roomse Rijk (later kortweg Duitse Rijk). In de Slowaakse laagvlakten vestigden zich rond 900 Hongaren, terwijl in de heuvelachtige en berggebieden Hongaarse adel het gezag over de Slowaken kreeg, overigens samen met de Slowaakse adel die in deze Hongaarse adellijke bovenlaag zou opgaan. In de 13e en 14e eeuw vestigden zich mijnwerkers en handelaren uit Saksen in een aantal nieuw opgerichte steden nabij zilvermijnen, die werden geëxploiteerd met kapitaal uit het Duitse Rijk, in het bijzonder van de bankiersfamilie Fugger uit Augsburg. Deze gebieden werden weldra het rijkste deel van het Hongaarse koninkrijk. Een aantal van de steden behield tot 1945 (restanten van) een Duitstalige burgerij. De eigen taal van de Slowaken, het Slowaaks, is ondanks de negen eeuwen durende achterstelling behouden gebleven. In de 15e en 16e eeuw werd het gebied van het latere Tsjecho-Slowakije door godsdienstoorlogen geteisterd. Reeds een eeuw voor de reformatie woedden er de Hussietenoorlogen ontketend door de volgelingen van Johannes Hus die in 1415 als ketter was verbrand. Uit deze tijd stamt de nauwe verbinding van de Tsjechische cultuurtaal met de Slowaakse dialecten. Toen, in de 16e eeuw, het grootste deel van Hongarije door het Ottomaanse Rijk werd veroverd, werd het onbezette restant, waaronder Slowakije, in 1526 onder de Habsburgse kroon gebracht, en daarmee in feite een deel van Oostenrijk. Na 1530 kreeg het lutheranisme, nadat de Duitstalige stedelijke burgerij het hadden overgenomen, ook vaste voet op het Slowaakse platteland. De Contrareformatie onder Habsburgse leiding zou de meeste Slowaken echter onder dwang naar de Kerk van Rome terugvoeren, maar terwijl het hussitisme fel werd bestreden mochten de lutheranen uiteindelijk een eigen minderheidskerk organiseren en daarin vonden vele voormalige Hussieten een plaats. De nooit verbroken verbindingen met Duitsland, Oostenrijk en Hongarije geven de historische architectuur van de Slowaakse steden nog steeds een opvallend Midden-Europees uiterlijk.

## Slowakije onder de Oostenrijkse Habsburgers, van 1526 tot 1918
Nadat de Turken in 1526 Boedapest hadden veroverd, werd Pressburg, in het Hongaars: Pozsony, (en sinds 1918 Bratislava) de tijdelijke hoofdstad van Habsburgs Hongarije. In 1683 werd aan de expansie van het Ottomaanse Rijk een halt toegeroepen toen de Turkse troepen voor Wenen verpletterend werden verslagen. Sindsdien deelde het gebied van het huidige Slowakije de lotgevallen van het Oostenrijks-Habsburgse, anders gezegd: Oostenrijks-Hongaarse, rijk. Na de heroprichting van een Hongaars, evenwel Habsburgs, koninkrijk in 1866 werd de Slowaakse taal in toenemende mate onderdrukt. In het openbaar bestuur verdween ze en de scholen werden verregaand verhongaarst. Dat maakte dat in 1914 de helft van de Slowaken nog als semi-alfabeet beschouwd moest worden. Het Slowaakse nationalisme was zwak en stond aanvankelijk grotendeels onder leiding van de geestelijken, vooral die van de Lutherse minderheid. Zij cultiveerden de volkstaal in preek en catechisatie en onderhielden contact met Tsjechische nationale leiders.

## Na Wereldoorlog I
Na de ineenstorting van Oostenrijk-Hongarije in 1918, na de Eerste Wereldoorlog werd Slowakije deel van de nieuwe staat Tsjecho-Slowakije. Veel Slowaken, waaronder Milan Rastislav Štefánik vonden echter dat de Tsjechen, die weldra massaal als ambtenaren binnenstroomden, een te dominante rol speelden. Een en ander was een gevolg van het vrijwel ontbreken van een Slowaakse elite. Het Slowaakse nationalisme radicaliseerde, vooral in katholieke kring, en werd fascistisch. De roep om afscheiding en vorming van een eigen staat nam toe. In 1938 was het zover, toen Duitsland met internationale instemming (Conferentie van München) het Sudetenland mocht annexeren en daarna het restant van Tsjechië tot de status van vazalstaat - het protectoraat Bohemen en Moravië - dwong. Slowakije verklaarde zich nu onafhankelijk onder president Jozef Tiso. De tol die het nieuwe land moest betalen was de afstand aan Hongarije van de door Hongaren bewoonde zuidelijke grensgebieden en van de oostelijke provincie, Karpato-Roethenië.

## 1939 - 1945
Het Slowaakse parlement riep op 14 maart 1939 de onafhankelijkheid uit. Op 23 maart 1939 sloot de Slowaakse Republiek een veiligheidsverdrag met nazi-Duitsland, waardoor Duitse divisies in Slowakije gestationeerd konden worden. 

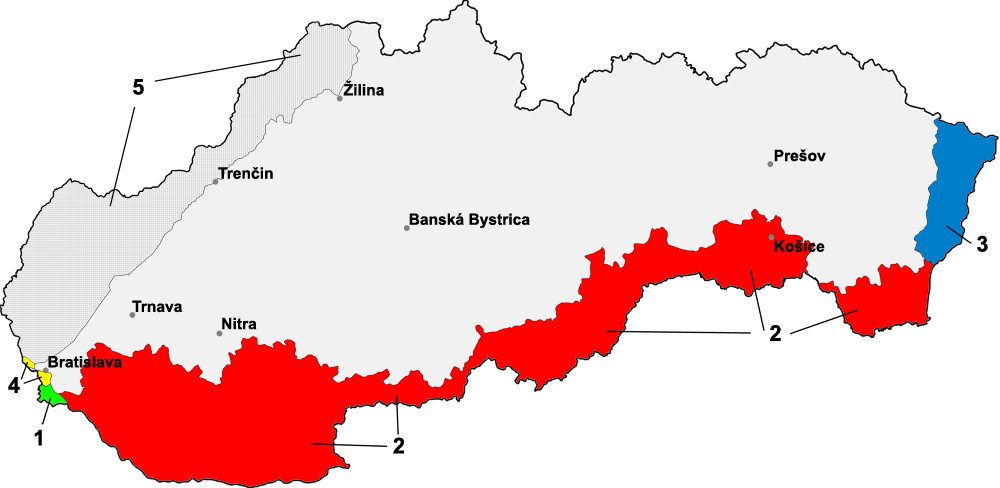
Slowakije van 1939-1945. De rode gebieden waren geannexeerd door Hongarije, in het grijze gebied waren Duitse troepen gelegerd

### DeKleine Oorlogmet Hongarije
De Slowaaks-Hongaarse Oorlog of Kleine Oorlog (Slowaaks: Malá vojna), was een kortdurende oorlog die van 23 maart tot 31 maart 1939 werd uitgevochten tussen de (Eerste) Slowaakse Republiek en Hongarije in het oosten van Slowakije.
Na het Verdrag van München behielden de Hongaarse troepen hun posities aan de Slowaakse grens. In de middag en de nacht van 14 maart riep het Slowaakse parlement de onafhankelijkheid uit. Hongarije erkende de nieuwe staat reeds op 15 maart, maar niet de grenzen daarvan, Volgens Slowaakse bronnen was er daarna een Hongaarse poging om een heuvel bij Uzhhorod (Ungvar) te veroveren. Op 17 maart deelde het Hongaarse ministerie van Buitenlandse Zaken mee dat het met de Slowaken wilde onderhandelen over de oostelijke Slowaakse grens. De bestaande lijn zou slechts een interne Tsjechoslowaakse administratieve afdeling zijn geweest en geen erkende internationale grens, en dus moest worden vastgelegd dat Karpatho-Oekraïne was overgegaan naar Hongarije. Deze Hongaarse claim was gedeeltelijk gebaseerd op de volkstelling van 1910, waarin stond dat Hongaren en Roethenen, niet Slowaken, de meerderheid vormden in het noordoosten van Slowakije. 
Op 23 maart 1939 viel Hongarije plotseling Slowakije aan vanuit Karpatho-Oekraïne, zonder enige oorlogsverklaring. Hongaarse troepen rukten snel op naar Oost-Slowakije. De Slowaken reageerden met een tegenaanval. Al snel dwongen ze de Hongaren terug te trekken achter de rivier de Okna. Duitse druk zorgde hierop voor een staakt-het-vuren tussen beide partijen.
Als gevolg hiervan werd Slowakije door een op 4 april ondertekend verdrag in Boedapest gedwongen een strook Oost-Slowaaks grondgebied (1.697 km², 69.930 inwoners, 78 gemeenten) aan Hongarije af te staan. Bij de oorlog kwamen 36 Slowaakse burgers om het leven. Op 25 maart maakte Hongarije de eerste eigen verliezen bekend: 8 doden en 30 gewonden. Twee dagen later gaf het een cijfer van 23 doden en 55 gewonden.

### Tweede Wereldoorlog
Slowakije werkte nauw samen met nazi-Duitsland en diende tot een van de drie uitvalsbases van het Duitse leger tijdens de Poolse Veldtocht. Het zond gastarbeiders naar Duitsland, en dienstplichtigen mochten in de Waffen-SS hun dienst vervullen. Slowaakse legereenheden namen in 1941 deel aan de invasie van de Sovjet-Unie. Toch waren in de Slowaakse berggebieden al eind 1940 communistische partizanen actief.  
Vanaf 1942 werd de internering en deportatie van 70.000 Slowaakse Joden voor een groot deel door Slowaakse politie ten behoeve van de SS uitgevoerd. Hieronder zijn niet degenen gerekend die op door Hongarije geannexeerd gebied woonden, en die de helft uitmaakten van het aantal Joden vóór 1938. Langzaam aan groeide onder de Slowaken een anti-Duitse stemming, die toenam naarmate de Slowaakse legereenheden aan het Oostfront in de Sovjet-Unie werden gedecimeerd en de Duitse legers zich moesten terugtrekken. Nadat duidelijk werd dat de Duitse nederlaag niet meer tegen te houden was, brak op 29 augustus 1944 een nationale opstand uit, die door de Duitsers en Slowaakse fascisten werd neergeslagen. Hierna kwam Slowakije onder direct Duits gezag en vonden de laatste deportaties van Joden plaats, waarbij Dieter Wisliceny en Adolf Eichmann een sleutelrol speelden.
Het Rode Leger veroverde Slowakije begin 1945 en herenigde het met Tsjechië in een Tsjecho-Slowakije dat overigens de oostelijke provincie Karpathen-Oekraïne ook wel Subkarpatisch Roethenië niet terug kreeg van de Sovjet-Unie. Het door Hongarije geannexeerde zuiden werd weer Slowaaks. Enkele honderdduizenden Slowaakse Duitsers en Hongaren werden verdreven. In ruil werden tienduizenden Slowaken uitgezet die zich sinds de 18de eeuw in Hongarije gevestigd hadden. Zie ook etnische zuiveringen. Een vijfde deel van de 80.000 Slowaakse Joden overleefde, velen door naar Hongarije te vluchten. Een groot aantal Slowaakse fascisten vluchtte begin 1945 naar het westen.

## Communistisch Tsjecho-Slowakije

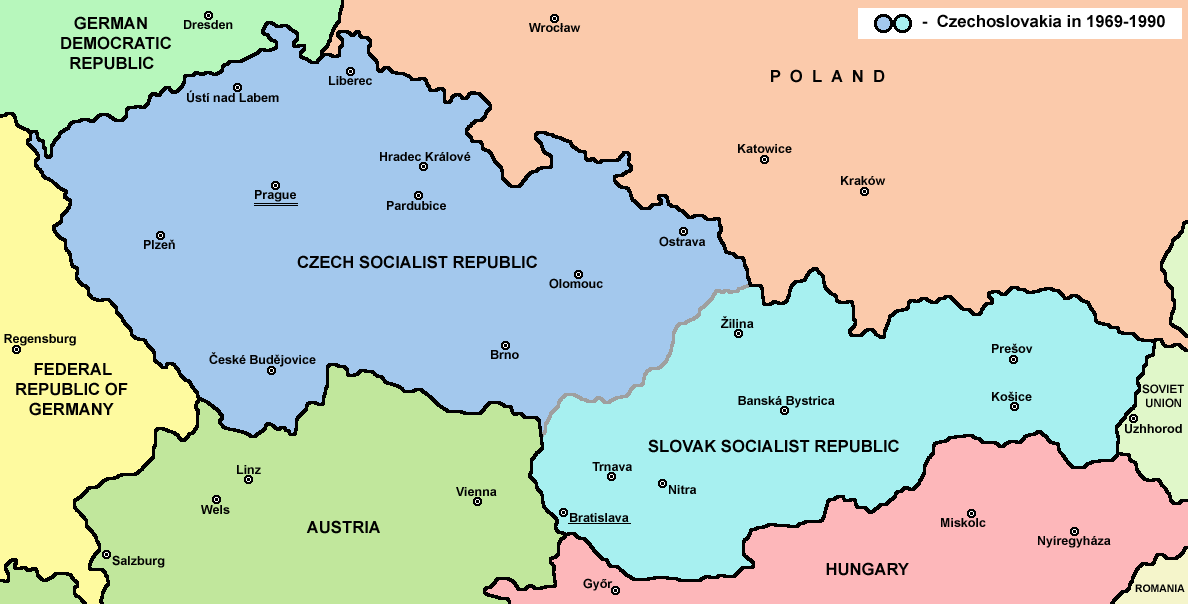

Na de oorlog werden Tsjechië en Slowakije weer bij elkaar gevoegd door een besluit van de Geallieerden terug te keren naar de territoriale verdeling volgens het Verdrag van Versailles. In 1948 werd het land communistisch onder Klement Gottwald. De communisten confisqueerden kerken en ontmoedigden het geloof in een onafhankelijk Slowakije. Ook werd er een groot industrialiseringsprogramma gestart. Hierdoor werd het traditioneel landelijke Slowakije in hoog tempo geïndustrialiseerd. Met name de wapenindustrie werd ontwikkeld, met het oog op export naar de Sovjet-Unie. In 1989 bevond zich 80% van de Tsjecho-Slowaakse wapenindustrie in Slowakije.
Na de Fluwelen Revolutie van 1989 kon het Slowaaks nationalisme weer opleven en werd de roep om onafhankelijkheid steeds sterker.

## Onafhankelijkheid
In de loop van 1992 besloten Václav Klaus namens het Tsjechische deel van Tsjecho-Slowakije en Vladimír Mečiar namens het Slowaakse dat de meningsverschillen tussen de twee landen, met name op het gebied van post-communistische economische ontwikkeling, te groot waren. De twee leiders besloten de Republiek op te splitsen. Zo werd Slowakije per 1 januari 1993 op vreedzame wijze weer een zelfstandige staat. 
Op 29 maart 2004 trad het land toe tot de NAVO

## Toetreding tot Europese Unie
Op 1 mei 2004 werd Slowakije lid van de Europese Unie en op 21 december 2007 deel van de Schengenzone, waarmee vrij verkeer mogelijk is van en naar alle buurlanden, met uitzondering van Oekraïne. Op 1 januari 2009 kreeg Slowakije de euro. De relaties met Hongarije worden nog altijd vertroebeld door het onverwerkte verleden, en de voortgaande discriminatie van het Hongaars als minderheidstaal en algemene verkeerstaal in het zuiden van het land moet van tijd tot tijd door de Europese Unie en in de Raad van Europa (zie ook CVSE) aan de orde gesteld worden.

## Verwijzingen
- (en) Stanislav Kirschbaum, A history of Slovakia: the struggle for survival (New York 1995).

Geschiedenis van:
Albanië · Andorra · Azerbeidzjan · België (Vlaanderen, Wallonië) · Bosnië en Herzegovina · Bulgarije · Denemarken · Duitsland · Estland · Faeröer · Finland · Frankrijk (Bretagne, Corsica) · Georgië · Griekenland · Hongarije · Ierland · Italië (Sicilië) · Kosovo · Kroatië · Letland · Liechtenstein · Litouwen · Luxemburg · Malta · Moldavië · Monaco · Montenegro · Nederland · Noord-Macedonië · Noorwegen · Oekraïne · Oostenrijk · Polen · Portugal · Roemenië · Rusland (Tsjetsjenië) · San Marino · Servië · Slovenië · Slowakije · Spanje (Catalonië, Galicië) · Tsjechië · Turkije · Vaticaanstad · Verenigd Koninkrijk (Engeland, Schotland, Wales, Noord-Ierland) · Wit-Rusland · IJsland · Zweden · Zwitserland
Balkan · Britse Eilanden · Kaukasus · Lage Landen · Oost-Europa · Scandinavië